# Joe Clark

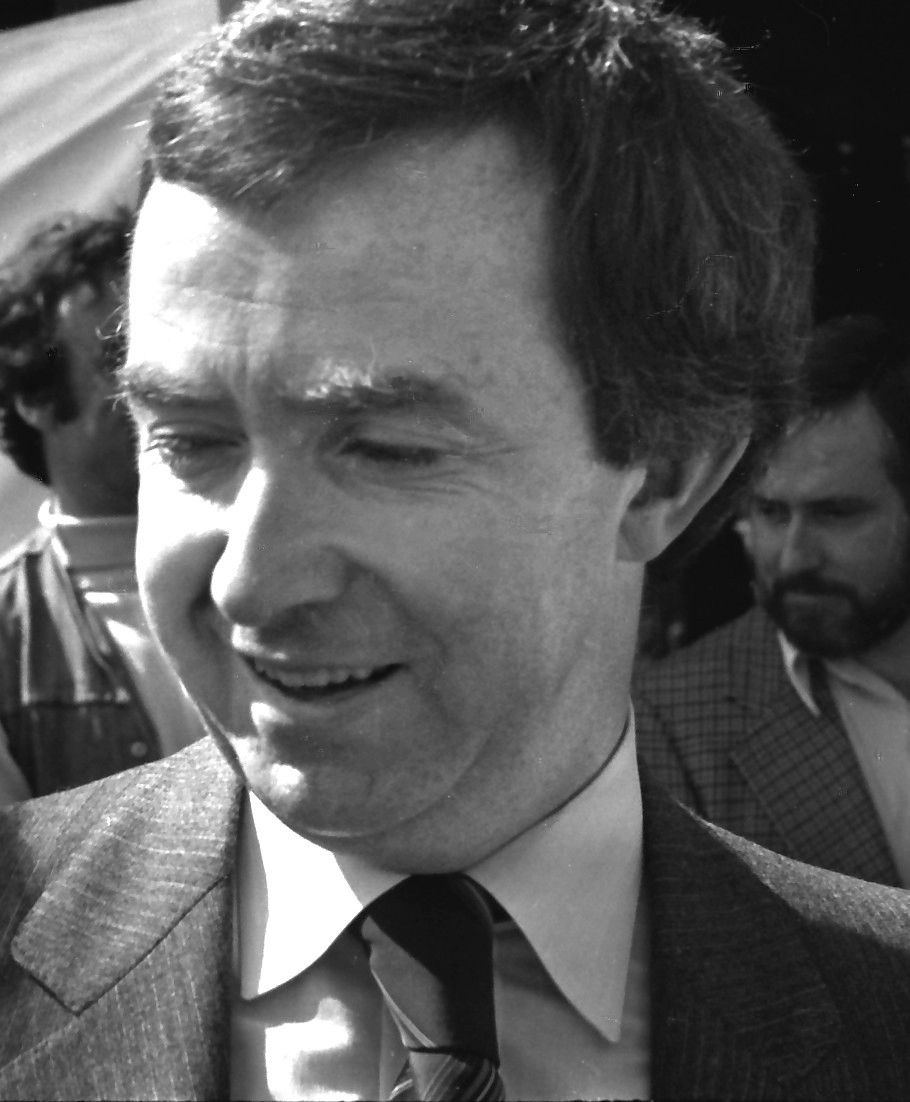
Joe Clark (1979)

Charles Joseph „Joe“ Clark PC, CC, AOE (* 5. Juni 1939 in High River, Alberta) ist ein kanadischer Politiker, Journalist, Unternehmer und Professor. Er war der 16. Premierminister des Landes. Seine Amtszeit war kurz und dauerte vom 4. Juni 1979 bis zum 3. März 1980. Nachdem er 1972 als Abgeordneter des Unterhauses gewählt worden war, folgte 1976 die Wahl zum Vorsitzenden der Progressiv-konservativen Partei. Clarks Partei gewann die Unterhauswahl 1979. Mit 39 Jahren war er der jüngste Regierungschef in der Geschichte Kanadas. Die Progressiv-Konservativen verfügten aber nicht über die Mehrheit der Sitze und verloren nach etwas mehr als einem halben Jahr ein Misstrauensvotum. 1983 musste er den Parteivorsitz an Brian Mulroney abgeben, gehörte aber von 1984 bis 1993 dessen Regierung an und setzte als Außenminister wichtige Akzente. 1998 übernahm er erneut den Parteivorsitz der Progressiv-Konservativen und war von 2000 bis 2004 ein zweites Mal Unterhausabgeordneter.

## Frühe Jahre
Der Sohn des Verlegers einer Lokalzeitung in Alberta ging in High River zur Schule und später auf die University of Alberta, wo er sein Studium der Politikwissenschaft mit einem Bachelor- und später einem Master-Abschluss erfolgreich absolvierte. Bereits während seiner Schulzeit hatte er Erfahrungen als Journalist gesammelt und wurde an der Universität zum Chefredakteur der Studentenzeitung. Während der Semesterferien arbeitete er für den Edmonton Journal und die Nachrichtenagentur Canadian Press. Clark studierte danach Rechtswissenschaften an der Dalhousie University in Halifax und an der University of British Columbia in Vancouver. Er gab jedoch diese Studienrichtung nach einem Jahr auf, um Vollzeit für die Progressiv-konservative Partei zu arbeiten.
1973, noch während seiner Studentenzeit, heiratete er Maureen McTeer, eine feministische Autorin und Anwältin. Drei Jahre später kam die gemeinsame Tochter Catherine Clark zur Welt, die um die Jahrhundertwende zu einer bekannten Medienpersönlichkeit wurde.

## Beginn der politischen Karriere
Während des Studiums wurde Clark politisch aktiv. Er war zunächst Präsident der Jugendorganisation der Progressiv-konservativen Partei an der University of Alberta, schließlich auch auf nationaler Ebene. Er verbrachte einige Zeit in Frankreich, um seine Kenntnisse der französischen Sprache zu verbessern. 1967 kandidierte er um einen Sitz in der Legislativversammlung von Alberta, jedoch ohne Erfolg. Clark arbeitete als Assistent des späteren Provinzpremiers Peter Lougheed und von Robert Stanfield, dem Oppositionsführer auf Bundesebene.
1971 nahm Clark erneut einen Anlauf, um in die Legislativversammlung gewählt zu werden, wiederum ohne Erfolg. Bei der Unterhauswahl 1972 war er aber erfolgreich und gewann im Wahlkreis Rocky Mountain, einer überwiegend ländlichen Gegend im Südwesten Albertas. Clark war der erste kanadische Politiker, der sich für die Entkriminalisierung des Konsums von Marihuana einsetzte. Seine sozialliberale Haltung stieß beim rechten Flügel der Partei auf starke Ablehnung. Als etwa Clarks Wahlkreis 1979 bei einer Neueinteilung mit dem Wahlkreis eines anderen progressiv-konservativen Abgeordneten zusammengelegt wurde, weigerte sich dieser, seinen Sitz freizugeben und Clark sah sich gezwungen, im benachbarten Wahlkreis Yellowhead anzutreten.

## Oppositionsführer (1976–1979)
Am Parteitag der Progressiv-Konservativen in Ottawa am 22. Februar 1976 war Clark einer von elf Kandidaten für die Nachfolge des zurückgetretenen Robert Stanfield als Parteivorsitzender. Im ersten Wahlgang erreichte er den dritten Platz. Er konnte den sozialliberalen Flügel der Partei um sich scharen und setzte sich schließlich im fünften Wahlgang knapp durch. Er war damals 36 Jahre alt und somit der jüngste Vorsitzende einer Bundespartei in der Geschichte Kanadas.
Die Wahl des bisher eher unbekannten Clark zum Parteivorsitzenden und damit zum Oppositionsführer war für viele überraschend. So betitelte etwa der Toronto Star den Bericht über seinen Sieg mit Joe Who? (Joe Wer?) Clark hatte zunächst Mühe, sich Respekt zu verschaffen, zumal seine Partei im Mai 1977 bei mehreren Nachwahlen unterlag. Gegenüber dem liberalen Premierminister Pierre Trudeau wirkte er farblos und unbeholfen, konnte aber diesen Eindruck mit einer überzeugenden Präsenz im Unterhaus allmählich überwinden.
Große Budgetdefizite, hohe Inflation und hohe Arbeitslosenquoten führten zu einer zunehmenden Unbeliebtheit von Trudeaus Regierung. Der Premierminister versuchte, die Wahl so weit wie möglich hinauszuschieben, da er auf eine Besserung der Lage hoffte. Doch diese Taktik ging nicht auf und Clark legte in den Meinungsumfragen deutlich zu. Bei der Unterhauswahl 1979 gingen die Progressiv-Konservativen als stärkste Kraft hervor, doch verfehlten sie die Mehrheit um sechs Sitze. Dazu trug vor allem das schlechte Ergebnis in der Provinz Québec bei, wo sie nur zwei Sitze gewinnen konnten.

## Premierminister (1979–1980)
Am 4. Juni 1979, einen Tag vor seinem 40. Geburtstag, wurde Clark als neuer Premierminister vereidigt. Er war damit der jüngste Regierungschef in der Geschichte Kanadas. Im Parlament war er auf die Unterstützung der Social Credit Party (Socreds) oder der Neuen Demokratischen Partei (NDP) angewiesen.
Aufgrund dieser Verhältnisse konnte Clark nicht viel bewirken. Die Wahl hatte zwar im Mai stattgefunden, doch begann die nächste Parlamentssession erst im Oktober (eine der längsten Sitzungspausen überhaupt). Während des Wahlkampfs hatte er versprochen, die Steuern zu senken, um die Wirtschaft zu stimulieren. Doch im Budget war eine neue Benzinsteuer enthalten, mit der das Defizit im Staatshaushalt verringert werden sollte. Clark hatte nun das Negativimage, ein Politiker zu sein, der seine Versprechen bereits nach kurzer Zeit nicht halten könne.
Seine Weigerung, mit den Socreds zusammenzuarbeiten, führte rasch zum Fall der Regierung. Am 13. Dezember 1979 reichte Bob Rae von der NDP ein Misstrauensvotum ein, das mit 139 zu 133 Stimmen angenommen wurde. Die Liberale Partei und die NDP stimmten gegen die Regierung, während die Socreds sich enthielten und drei Abgeordnete der Regierungspartei abwesend waren. Trudeau widerrief kurz darauf seinen angekündigten Rücktritt als Parteivorsitzender (in der Zwischenzeit war noch kein Nachfolger gewählt worden). Er führte die Liberalen bei der vorgezogenen Neuwahl im Februar 1980 zum Sieg. Clark blieb noch bis zum 3. März im Amt.

## Erneut Oppositionsführer (1980–1983)
Nach der Wahlniederlage schwand Clarks Rückhalt in der Progressiv-konservativen Partei. 1981 forderten 33,5 % der Delegierten am Parteitag eine Neuwahl des Vorsitzenden. Sie waren überzeugt, mit Clark an der Spitze sei die nächste Wahl nicht zu gewinnen. Im Januar 1983 forderten 33,1 % seine Ablösung. Die Tatsache, dass die Zustimmungsrate in so geringem Maße angestiegen war, bewog Clark dazu, seinen Rücktritt anzukündigen und einen weiteren Parteitag einzuberufen. Er wollte endlich klare Verhältnisse schaffen und stellte sich erneut als Kandidat zur Verfügung.
Beim Parteitag am 11. Juni 1983 lag Clark in den ersten drei Wahlgängen noch an erster Stelle, unterlag dann aber im vierten Wahlgang mit 45,5 % der Stimmen seinem Herausforderer Brian Mulroney. Im Dezember 2007 sagte der Waffenhändler Karlheinz Schreiber aus, er habe zusammen mit anderen Geldgebern (darunter dem bayerischen Ministerpräsidenten Franz Josef Strauß und dem österreichischen Unternehmer Walter Wolf) die Delegierten aus Québec finanziell massiv unterstützt, damit sie gegen Clark stimmten.

## Minister in Mulroneys Regierung (1984–1993)
Die Progressiv-Konservativen gewannen die Unterhauswahl 1984 mit mehr als der Hälfte aller abgegebenen Stimmen. Der neue Premierminister Mulroney ernannte Clark am 17. September 1984 zum Außenminister, trotz weiterhin bestehender persönlicher Differenzen.
Clark betrieb eine sehr aktive Außenpolitik. 1984 war er der erste Außenminister eines westlichen Staates, der ins damals politisch isolierte, marxistisch regierte Äthiopien reiste und medienwirksam auf die katastrophale Hungersnot aufmerksam machte. Er bekämpfte das Apartheid-Regime in Südafrika und trat für wirtschaftliche Sanktionen ein – zu einer Zeit, als die übrigen G7-Länder ein solches Vorgehen ablehnten. Clark wandte sich entschieden gegen die amerikanische Intervention in Nicaragua und ließ Flüchtlinge aus den von Militärmachthabern beherrschten Ländern Guatemala und El Salvador aufnehmen. 1988 schloss er die Verhandlungen um das Kanadisch-Amerikanische Freihandelsabkommen, dem Vorläufer der NAFTA, ab.
Am 21. April 1991 wurde Clark zum Minister für Verfassungsfragen und zum Präsidenten des Kronrates ernannt. Seine Aufgabe war es, nach dem Scheitern des Meech Lake Accord mit den Provinzen eine neue Vereinbarung über eine umfassende Verfassungsreform auszuhandeln. Nachdem ein im Juli 1992 ausgehandeltes Abkommen in Québec auf wenig Begeisterung gestoßen war, kam es im August 1992 zu weiteren Verhandlungen. Der daraus resultierende Charlottetown Accord wurde jedoch im Oktober 1992 in einer landesweiten Volksabstimmung mit 54 % der Stimmen abgelehnt.
Clark zog sich am 24. Juni 1993 aus der Bundespolitik zurück und gab sein Unterhausmandat auf. Dadurch entging er der vernichtenden Niederlage der nun von Kim Campbell angeführten Progressiv-konservativen bei der Unterhauswahl 1993. Er gründete daraufhin eine Beratungsfirma und nahm Einsitz in Verwaltungsräten verschiedener kanadischer Unternehmen. Von 1993 bis 1996 war er Sondergesandter des Generalsekretärs der Vereinten Nationen für Zypern.

## Wieder Parteivorsitzender (1998–2003)
In der Zwischenzeit führte Jean Charest die Partei an, konnte sie aber nicht mehr zur alten Größe zurückführen. Nach seinem Rücktritt im April 1998 gab es niemanden, der sich als Nachfolger aufdrängte. So entschloss sich Clark, in die Politik zurückzukehren und bewarb sich erneut um den Parteivorsitz. In einer Telekonferenz am 14. November 1998 erhielt er am meisten Stimmen. Am 11. September 2000 gewann er in der Provinz New Brunswick eine Nachwahl im Wahlkreis Kings—Hants, nachdem Scott Brison seinen Sitz aufgegeben hatte. Bei der zwei Monate später stattfindenden Unterhauswahl 2000 gab Clark Brisons Sitz zurück und wurde stattdessen im Wahlkreis Calgary Centre in der Provinz Alberta gewählt. Seine Partei erreichte mit zwölf Sitzen die zur Bildung einer Fraktion benötigte Mindestanzahl.
Clark widerstand zunächst dem Druck von Stockwell Day und später von Stephen Harper, die Progressiv-konservative Partei mit der populistischen Kanadischen Allianz zu fusionieren und damit die Zersplitterung des rechten politischen Spektrums zu überwinden. Finanzielle Probleme der Partei und ein starker Rückgang der Mitgliederzahlen bewogen ihn allerdings dazu, das Amt des Parteivorsitzenden am 31. Mai 2003 an Peter MacKay abzutreten. MacKay führte daraufhin Verhandlungen mit Harper, die schließlich zur Fusion beider Parteien am 8. Dezember 2003 führten. Die neu entstandene Konservative Partei war aus Clarks Sicht zu weit rechts positioniert, weshalb er und drei weitere Unterhausabgeordnete ihr nicht beitraten.

## Rückzug aus der Politik
Am 23. Mai 2004 zog sich Clark endgültig aus der Politik zurück. Er war Dozent an der Woodrow Wilson International Center for Scholars und an der American University in Washington, D.C. Daneben verfasste er zahlreiche Artikel für verschiedene kanadische Zeitungen. Im Oktober 2006 ernannte ihn die McGill University in Montreal zum Professor für Public Private Partnership. Er ist Mitglied der Global Leadership Foundation und des Centre for International Governance Innovation.

## Werke von Joe Clark
- Joe Clark: A Nation Too Good To Lose: Renewing The Purpose Of Canada. Key Porter Books, Toronto 1994, ISBN 1-55013-603-8.
- Joe Clark: Plaidoyer pour un pays mal aimé. Libre Expression, Montreal 1994, ISBN 2-89111-626-7.
- Joe Clark, Paul Voisey: High River and the Times: An Alberta Community and Its Weekly Newspaper, 1905–1966. University of Alberta Press, Edmonton 2004, ISBN 0-88864-411-6.